# Técnicas de regadío

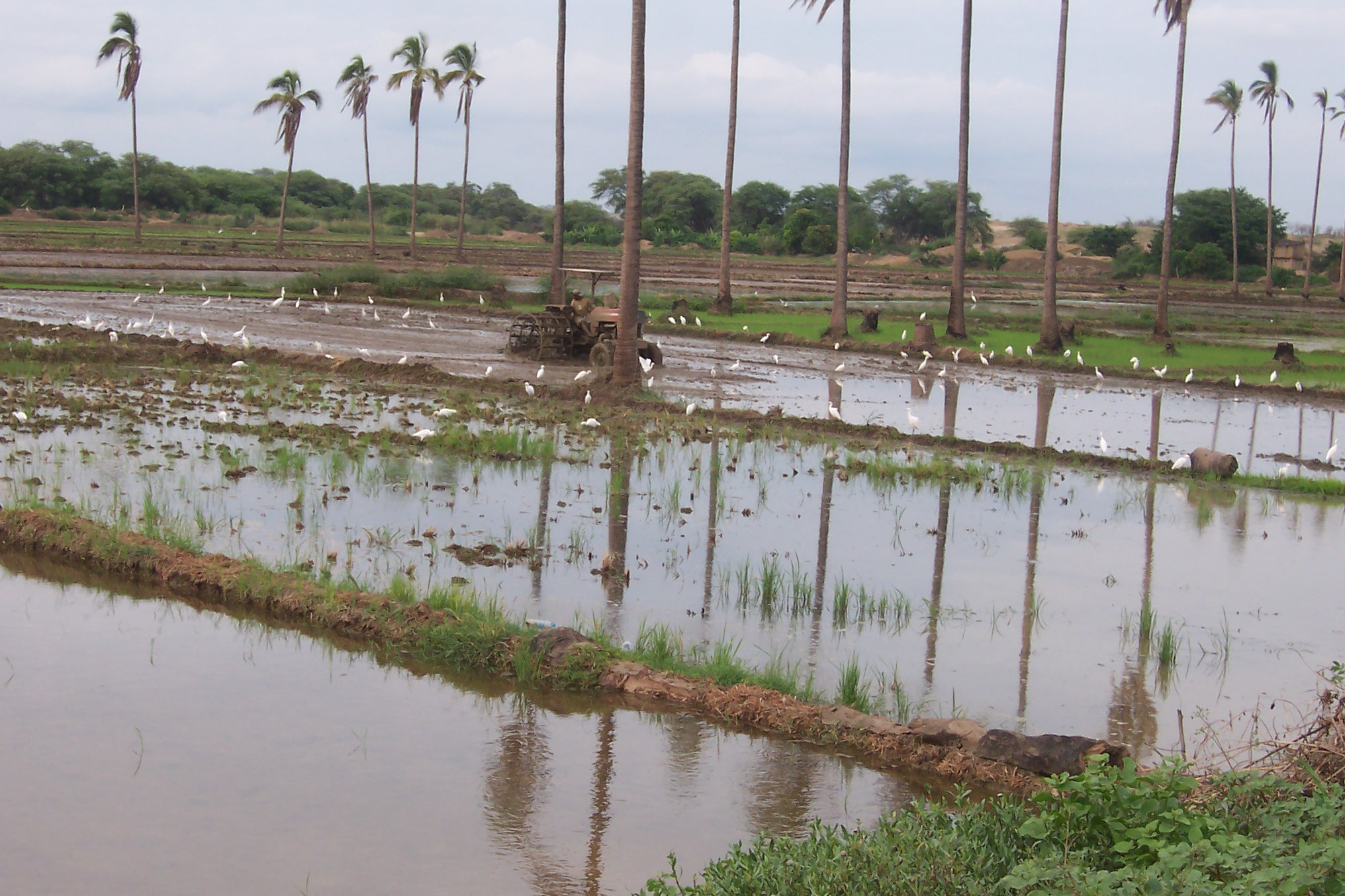
Riego por inundación en el cultivo de arroz.

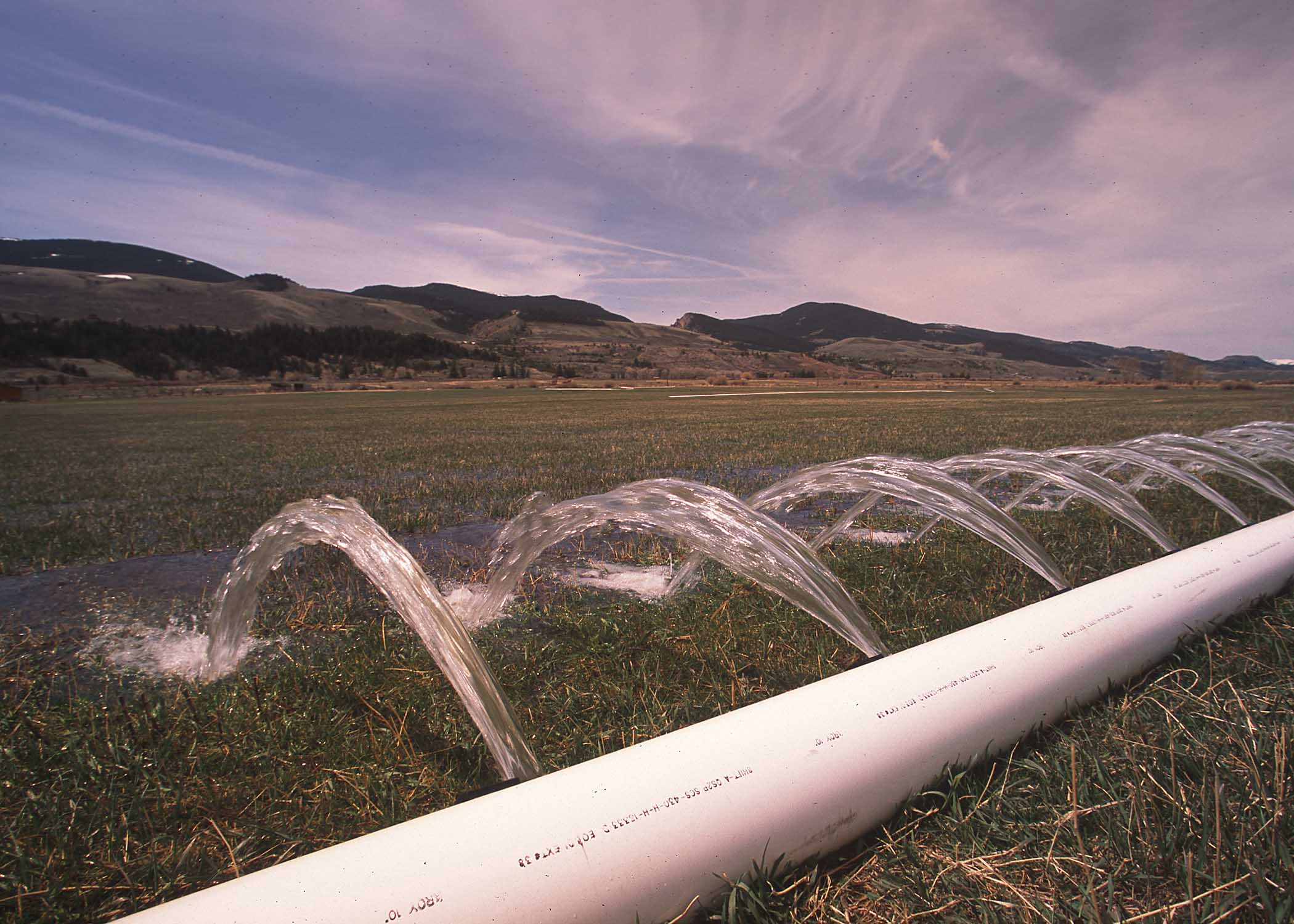
Riego superficial de un prado con un pequeño declive mediante un sistema de riego a baja presión.

Las técnicas de regadío se dividen en tradicionales o no tradicionales.

## Superficial
La técnica de regadío tradicional es el regadío superficial. 
Este sistema a su vez tiene tres modalidades:
- Inundación (también denominado riego a manta o riego a pie), que se aplica principalmente a los cultivos de arroz. Para poder aplicar este sistema el terreno debe ser trabajado de tal forma a que las áreas a ser irrigadas, o parte de estas, deben ser prácticamente horizontales, rodeadas por pequeños diquecitos que contienen el agua. En esta modalidad, una vez que la parcela se ha llenado de agua, se cierra la entrada a la misma, el agua no circula sobre el suelo, se infiltra o evapora. Este tipo de riego, además de consumir mucha agua tiene también un efecto poco deseable de compactación del suelo, efecto que se combate en la Comunidad Valenciana con la técnica que, traducida al castellano se denomina "sazón" y que consiste en una roturación muy superficial (uno o dos cm) que interrumpe el sistema de desecamiento de las arcillas, al eliminar el proceso de cuarteamiento de las mismas. El cuarteamiento superficial de las arcillas es el proceso que acelera la eliminación del agua en el suelo, con lo que la arcilla se compacta y aumenta la proporción de sales en la superficie.
- Fajas, se utiliza en colinas poco pronunciadas, donde sería muy costoso formar parcelas horizontales. Las fajas siguen la dirección de la pendiente, que para una correcta distribución del agua, debe ser prácticamente uniforme. La pendiente trasversal de la faja debe ser casi nula. Las fajas están separadas por pequeños diquecitos que raramente superan los 10 - 20 cm, de manera que se pueda irrigar una faja cada vez. Este procedimiento de riego puede ser utilizado en los prados en zonas colinares. El agua circula sobre el suelo, y por lo tanto, si este no tiene vegetación puede haber acarreo de material, lo que no es conveniente. La tendencia es al abandono de este tipo de riego porque exige mucha mano de obra en el seguimiento del riego. Se ha utilizado en el pasado en Europa Central, en particular en la cuenca media del río Danubio.
- Surcos o caballón entre las tablones, se construyen, en el momento de la labranza de la tierra, siguiendo aproximadamente las curvas de nivel, cuidando que se tenga una pendiente uniforme.

Estos sistemas son poco eficientes, ya que se emplea mucha más agua de la necesaria.

## Otros sistemas de riego aparte del anterior

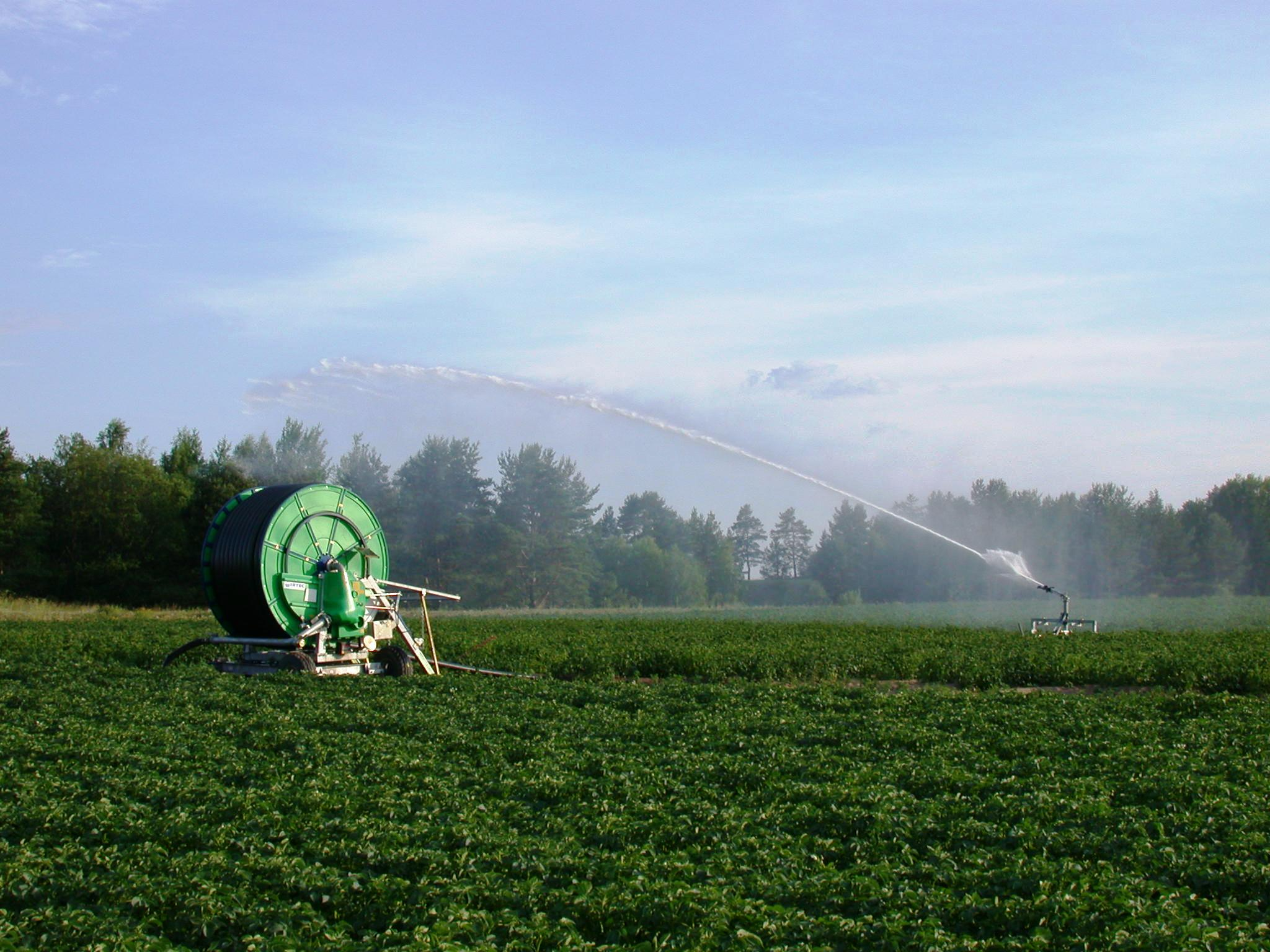
Riego por aspersión con un cañón autopropulsado.

Aspersión. Modernamente se ha empleado el riego por aspersión que, si se hace en horas nocturnas, necesita mucha menos agua. El riego por aspersión consiste en un mecanismo que esparce el agua por toda la superficie como si fueran gotas de lluvia.

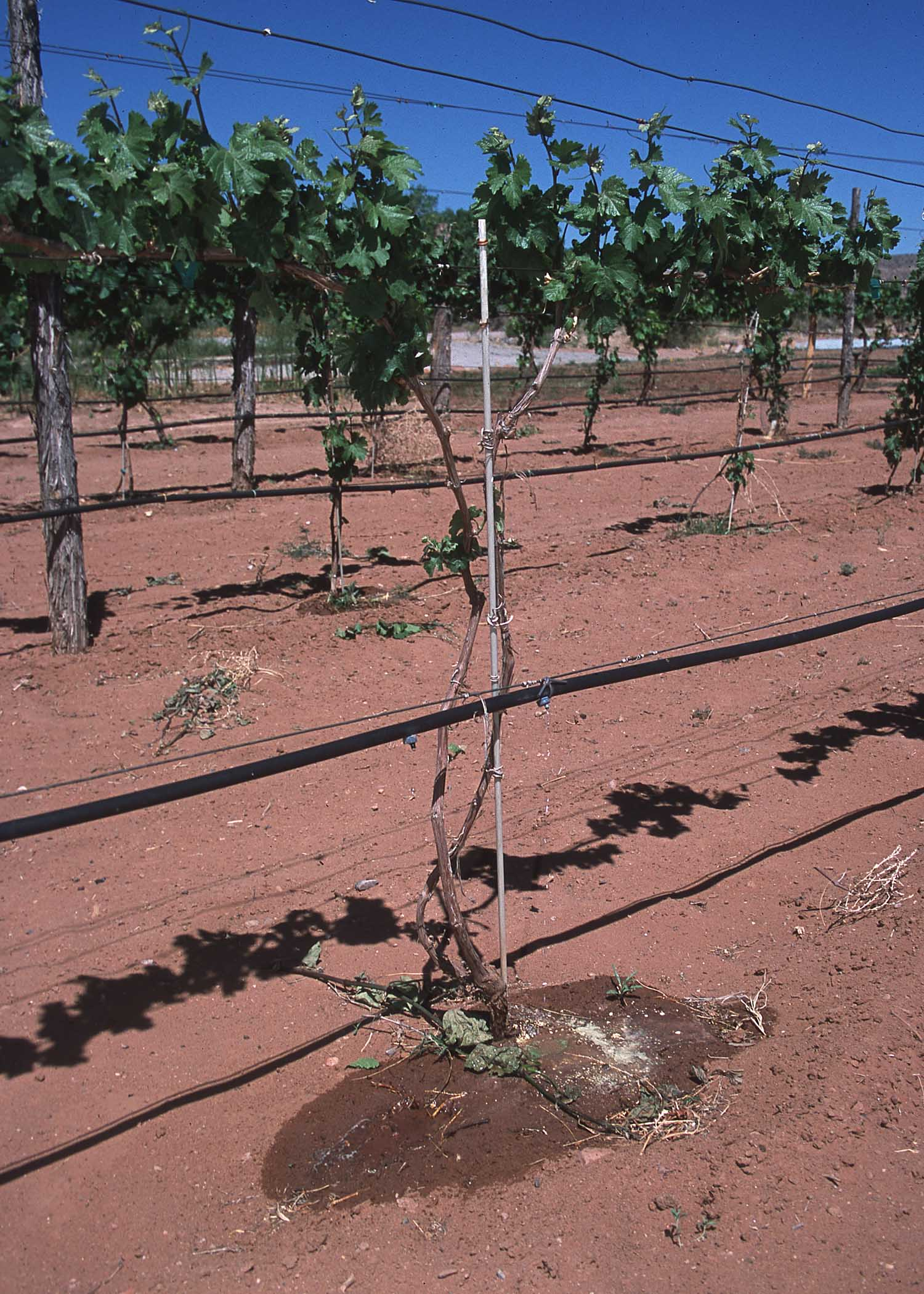
Riego por goteo en frutales.

- Goteo. La técnica de riego más eficaz es el riego por goteo. Consiste en canalizar el agua con pequeños tubos hasta el pie de cada planta y dejar caer una gota cada cierto tiempo, hasta completar las necesidades de cada planta. Se controla por ordenador y se suele practicar en los cultivos de invernadero.
- Subterráneo. El sistema de riego subterráneo es poco usado por su coste excesivo, generalmente se limita a pequeñas áreas, y en cultivos de larga vida. Consiste en una red de tubos filtrantes enterrados, por los cuales circula el agua de regadío.